# Anilocra pilchardi
Anilocra pilchardi is een pissebed uit de familie Cymothoidae. De wetenschappelijke naam van de soort is voor het eerst geldig gepubliceerd in 2006 door Bariche & Trilles.